# NGC 3697C
NGC 3697C је лентикуларна галаксија у сазвежђу Лав која се налази на NGC листи објеката дубоког неба.
Деклинација објекта је + 20° 44' 22" а ректасцензија 11h 28m 59,8s. Привидна величина (магнитуда) објекта NGC 3697 износи 14,1 а фотографска магнитуда 15,0. NGC 3697C је још познат и под ознакама MCG 4-27-44, CGCG 126-63, HCG 53B, PGC 35360.